# Paraflabellula reniformis
Paraflabellula reniformis – gatunek ameby należący do rodziny Flabellulidae z supergrupy Amoebozoa w klasyfikacji Cavaliera-Smitha.
Trofozoit osiąga wielkość 8,4 – 45 μm. Jądro wielkości 3 – 6 μm.
Występuje w Morzu Bałtyckim.